# فيرسكا باتيرنوستر
فيرسكا باتيرنوستر (من مواليد 6 أكتوبر 1972) هي لاعبة كرة لينة إيطالية شاركت في دورة الألعاب الأولمبية الصيفية لعام 2000. 